# Sabalia tippelskirchi
Sabalia tippelskirchi är en fjärilsart som beskrevs av Ferdinand Karsch, 1898. Sabalia tippelskirchi ingår i släktet Sabalia och familjen fältspinnare, Brahmaeidae. Inga underarter finns listade i Catalogue of Life.